# Flemming Jensen
 Der er flere personer med dette navn, se Flemming Jensen (flertydig).
Flemming Jensen (født 18. oktober 1948) er en dansk skuespiller, forfatter og instruktør. Han er uddannet folkeskolelærer og arbejdede en årrække i Grønland. Han er kendt for en lang række scene-optrædener, primært inden for det humoristiske rollefag, men han mestrer også det seriøse, som i Spindoctor på Nørrebros Teater. Desuden har han skrevet, instrueret og spillet julenissen Lunte i de tre julekalendere om Nissebanden, der havde premiere i henholdsvis 1984, 1989 og 2003. Han er døbt Holger Flemming Jensen, men har senere officielt fået slettet Holger.

## Karriere
Han har skrevet en række novellesamlinger (bl.a. Vejledning i sælfangst, Breve til Mogens, Den sure humorist og De dansk-vestindiske nisser) og romanerne ímaqa og Den skyldiges Uskyld. Han har skrevet teaterforestillinger som musicalen Let's Kick Ass, Dronningen af Malmø, Knud den Kedelige og Spindelvæv og er tit fremme i medierne med bidrag til samfundsdebatten. Han og Søren Østergaard introducerede i tre år en ny-cirkus-inspireret showform med "Østergaard og Jensens Store Hundeshow". Han og Jesper Klein gav i årevis hundreder af forskellige udgaver af to-mandsteater lavet over bl.a. Gøngehøvdingen og Jorden rundt på 80 dage.
Han har medvirket i mange revyer som Hjørringrevyen, Mogenstrup Revyen, Tivoli Revyen, Nykøbing F. Revyen og Sønderborg Sommer Revy og har med to forestillinger i Aalborg og på Bellevue Teatret i et samarbejde med SortTeater/Laterna Magica fra Prag introduceret en blanding af den traditionelle, danske revy og det poetiske udtryk i Black Light Theatre. I 2010 opretter Flemming Jensen DK Turné-Teater sammen med revykollegerne Leif Maibom og Flemming Krøll.
I tv arbejdede han som tekstforfatter på tv-satireprogrammet Dansk Naturgas og har han haft sine egne shows så som Jensen tonajt og rejseprogrammerne Jensen Rejser fra hele kloden. På tv har han medvirket i serierne Mor er major, TAXA og Rejseholdet og har haft fremtrædende roller i julekalenderne Nissebanden, Nissebanden i Grønland, Alletiders Julemand og Nissernes Ø. Han har også kunnet ses i spillefilmene Far til fire og ulveungerne (1958), Skyggen af Emma (1988) og Snøvsen (1992).De tre Nissebande-julekalendere har han desuden skrevet og instrueret.
I de senere år har Flemming Jensen markeret sig med holdningsprægede forestillinger med diskussion af krigsførelsen i Irak, den danske indvandrerlovgivning og kritik af hele begrebet "spin" i bredeste forstand. På Nørrebros Teater: Spindoctor, Spindoctor Solo/Causeri, Let's Kick Ass, Dronningen af Malmø Skarpest i forestillingen Spindelvæv på Det Kongelige Teater og i efteråret 2008 med udgivelsen af romanen Bankrøver Blues.
Skarpest i samtidsromanen "Vorherre er en rutebil" 2017
I 2010 udkom romanen Jakob om en grønlandsk drengs udvikling – fra et grønlandsk fangersamfund frem til problematikken omkring international terrorisme på Bali. I realiteten en sammenskrivning af ímaqa og Den skyldiges uskyld.
2009 udkom novellesamlingen En lille bog om glæden ved at blive nattetisser, der er en humoristisk samling fortællinger.
2011 og 2012 har han skrevet forestillingen 'Mogens og Mahmoud på Folketeatret samt turné landet rundt, hvor han også selv medvirkede som skuespiller sammen med Omar Marzouk med flere.
Romanerne ímaqa, Mogens og Mahmoud og Bankrøver Blues er ligeledes udkommet på fransk. Bankrøver Blues desuden på italiensk. Fransk litteraturpris i 2014 og 2015 for den hhv. Maurice et Mahmoud og Le petit traité des privilèges de l'homme mûr et autres réflexions nocturnes.
- 2013 og 2014 medvirkende i Javel, hr. minister på Folketeatret plus turné.
- 2014 dramatisering af Jørn Riels skrøner fra Nordgrønland til forestillingen Fandens til Fangstmænd - i samspil med bl. a. Waage Sandø
- 2015 forestillingen "Kongelig Revy Leverandør" -
- 2016 forestillingen "The Sunshine boys" sammen med bl. a, Waage Sandø
- 2016 første fusion mellem revy og stand-up - "Stand-up Revyen 2016" sammen med Omar Marzouk, Michael Schiøt og Sebastian Dorset.
- 2016 udkommer "I LY AF LATTER" en øjenvidneberetning fra 1948 til nu på People's Press
- 2017 dramatiker og medvirkende forestillingen "Sjove Mænd med Slips" - "Stand-up revyen 2 - De Frelste Synger"
- 2017 dramatiker nyskrevet version af "Jorden Rundt på 80 Dage" for Holbæk Teater
- 2018 dramatiker og medvirkende i mini-musical'en "Mig og Ulf" på Aveny-T plus turné
- 2018 dramatiker og medvirkende i "Pladderhumorister" på Cafe Liva
- 2018 dramatiker og instruktør "Gøngehøvdingen 2018" Holbæk Teater
- 2018 dramatiker og instruktør "Nissebanden i Julemandens Land" på Odense Teater

## Filmografi

### Film
- 1958 Far til fire og ulveungerne
- 1988 Skyggen af Emma
- 1992 Snøvsen
- 1997 Royal blues
- 2017 Gælden

### Tv
- 1973 Klokken fem
- 1984 Nissebanden
- 1985 Mor er major
- 1989 Nissebanden i Grønland
- 1997 Alletiders julemand
- 1998 TAXA
- 2001 Jul i hjemmeværnet
- 2002 Rejseholdet
- 2003 Nissernes Ø
- 2009 Lulu & Leon